# Купание в обнажённом виде

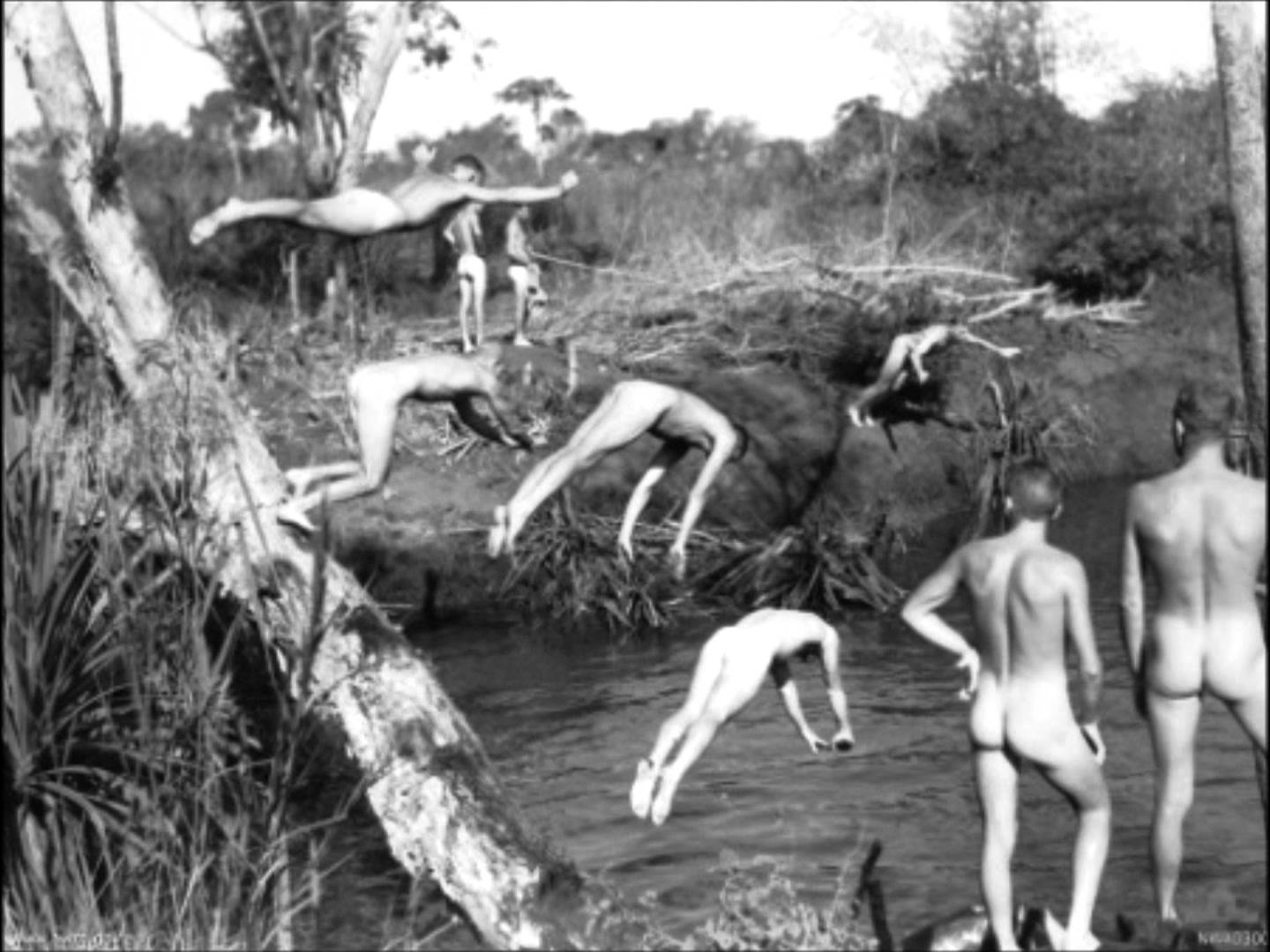
Бойцы ВВС Австралии купаются в реке, 1943 год.

Купание (плавание) в обнажённом виде (голышом, нагишом) — практика купания без одежды, как в естественных водоёмах так и в плавательных бассейнах, в общественных местах, группой.
В доисторические времена и на протяжении бо́льшей части древней истории групповые купания в общественных местах совершались без одежды, хотя культуры расходились во мнениях относительно того, следует ли разделять этот процесс по признаку пола. Христианские общества, как правило, выступали против смешанного купания в обнажённом виде, хотя не все ранние христиане сразу отказались от римских традиций смешанного общественного купания. В западных обществах вплоть до XX века купание в обнажённом виде было обычным делом для мужчин и мальчиков, особенно в местах, предназначенных только для мужчин, и в меньшей степени в присутствии одетых женщин и девочек.
Современная практика натуризма включает в себя плавание обнажённым как само собой разумеющееся явление. Широкое распространение натуризма во многих западных странах привело к юридическому признанию (некоторыми странами, регионами) необязательности наличия одежды (купальник, плавки) в местах купания, открытых для обычной публики.

## История
См. также История плавания и История наготы

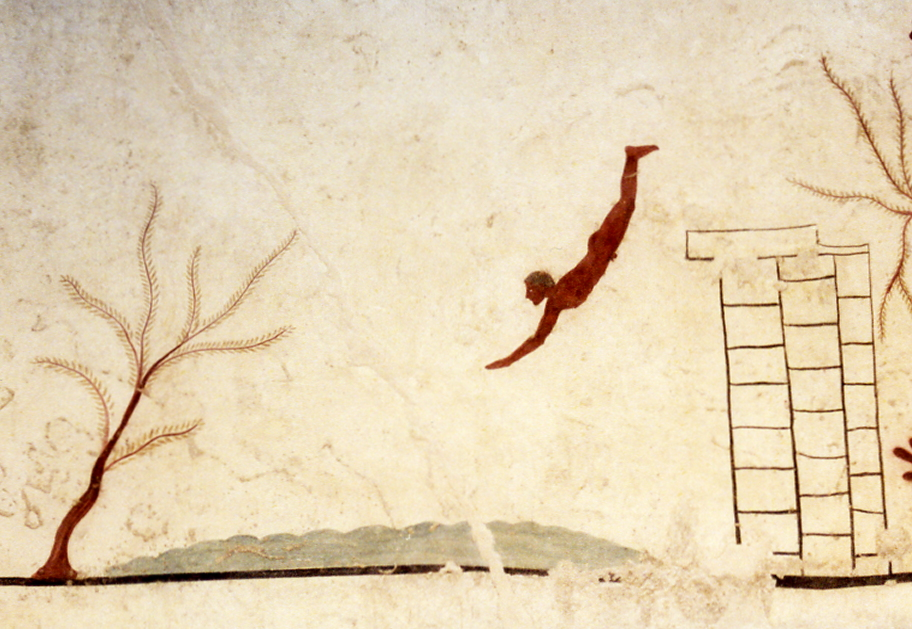
Фреска «Гробница ныряльщика», Пестум, Италия, ок. 470 г. до н. э.

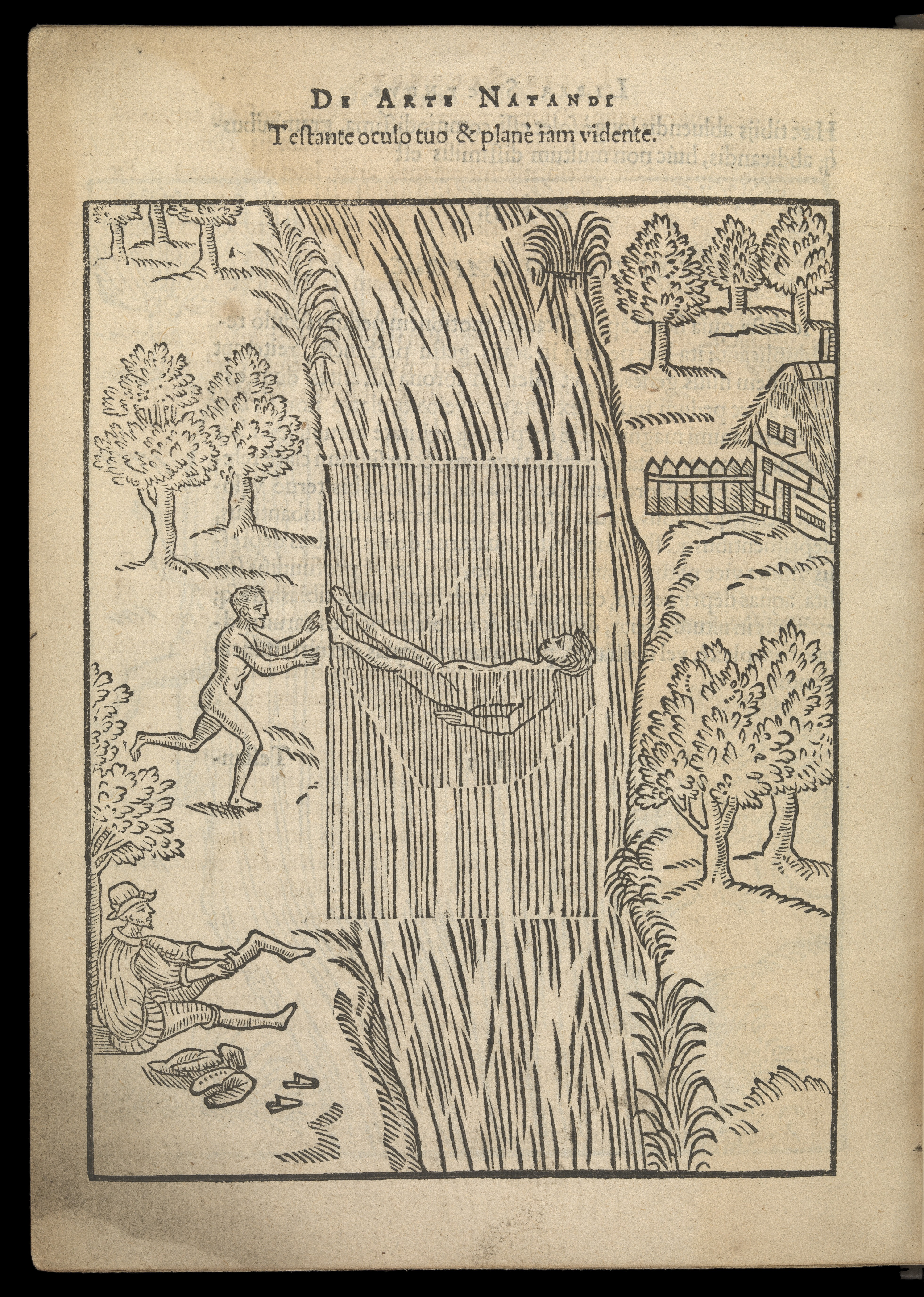
Иллюстрация из книги Эверарда Дигби «Искусство плавания» (1587)

Судя по наскальным рисункам, найденным в пещерах в разных частях мира, человек практиковал плавание за много тысяч лет до появления первых цивилизаций; в то время люди, как правило, были обнажены в большинстве жизненных ситуаций.

### Античность, Средневековье, Новое время
В Древнем Египте одежда была символом социального статуса, что делало наготу взрослых показателем низкого статуса или бедности. Однако дети, даже из высших классов, ходили обнажёнными до достижения половой зрелости. Работники низших классов, занимавшиеся физическим трудом, любого пола носили набедренную повязку или юбку, если только в их обязанности не входило плавание; рыбаки и лодочники обычно работали обнажёнными.
В Древнем Риме одежда также отражала социальный статус, однако общественные бани были исключением. Эти заведения включали в себя плавательные бассейны, расположенные в открытых внутренних дворах.
Плавание (купание для удовольствия) начало резко терять свою популярность после падения Западной Римской империи, поскольку христианская церковь считала это греховным и вредным для здоровья. Тем не менее, некоторые авторы в середине 2-го тысячелетия бросали вызов Англиканской церкви — как пример, книга Эверарда Дигби «Искусство плавания» (De Arte Natandi), опубликованная в 1587 году. «Книга-инструкция» Мельхиседека Тевено 1696 года, также озаглавленная «Искусство плавания», была проиллюстрирована сорока́ офортами, которые показывали, что плавать можно и обнажённым.
Прибывшие в XVI веке на американский континент колонисты зафиксировали, что коренные народы нередко купаются обнажёнными.
В Англии никакая, даже самая скромная, одежда для купания не использовалась до XV века. После женщины во время этого процесса начали носить специальные купальные платья, а мужчины — бельевые панталоны. В группах, состоявших только из мужчин, продолжали купаться обнажёнными в реках и море вплоть до середины XIX века.
В 1737 году в английском городе-курорте Бат был издан закон, купальный дресс-код, который запрещал мужчинам и женщинам купаться обнажёнными как днём, так и ночью. Скарборо стал первым курортом, предоставившим публике «купальные машины». Вскоре эта новинка распространилась и на другие морские курорты, и к 1736 году они стали обыденными в Брайтоне и Маргейте, а позже в Диле, Истборне и Портсмуте.
В конце XVIII века эссеистами было сделано такое наблюдение касательно мужчин и женщин из рабочего класса, купающихся вместе голышом: «Представители низших классов обоего пола совершали ежегодное паломничество в Ливерпуль, где они часами плескались в солёной воде во время каждого прилива в самых разных количествах и не особо стеснялись своего внешнего вида».

### XIX век

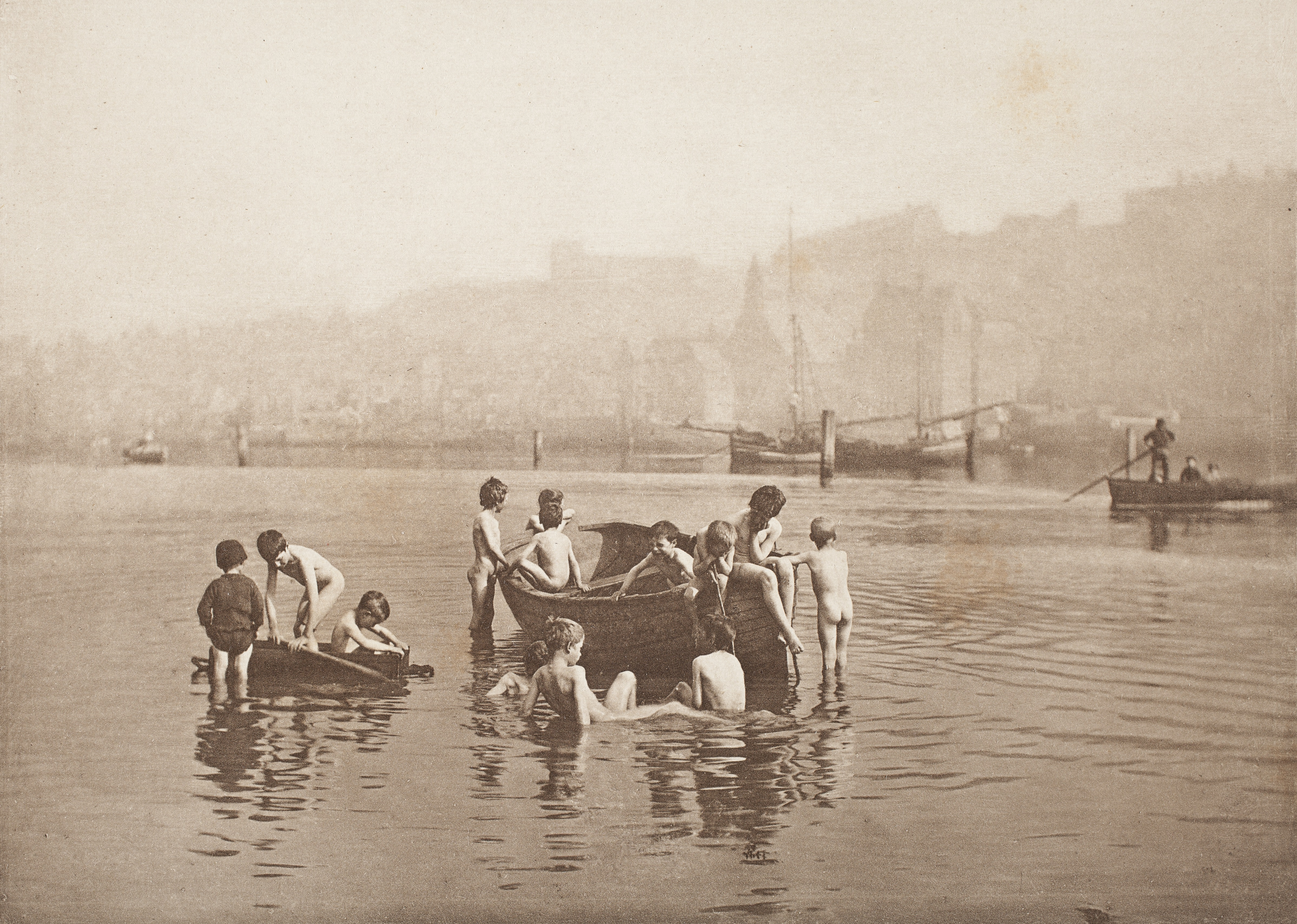
«Водяные крысы». Фото Фрэнка Сатклиффа, ок. 1890 г.

В начале викторианской эпохи в Англии мужчины и мальчики обычно купались обнажёнными в море рядом с купальными машинами, которыми пользовались женщины. Предпринимались некоторые попытки разделить пляжи на участки для мужчин и женщин, но особых успехов в этом вопросе правительство ни одного города не достигло. В обзоре морских курортов за 1842 год отмечалось, что обнажённые мужчины в море были главной достопримечательностью Рамсгейта, включая глазеющих женщин. Автор сказал, что это «ничем не отличается от того, как женщины рассматривают изображения обнажённых мужчин в художественных галереях, полуобнажённых мужчин в опере или работающих в воде». На реке Черуэлл, недалеко от Оксфордского университета, место для купания обнажённых мужчин — сотрудников университета стало известно под названием «Удовольствие пастора» (закрыто в 1991 году).
В викторианскую эпоху в Аделаиде (Австралия) получили распространение общественные купальни и плавательные бассейны для решения проблем здоровья и безопасности, а также для уменьшения распространённости купания обнаженным в открытых водах (в океане). Посетителям бассейнов выдавались купальные костюмы.
Во второй половине XIX века рост влияния христиан-евангелистов привёл к пересмотру правил смешанного купания. Моральное давление с их стороны заставило некоторые городские советы создать на пляжах зоны для раздельного купания женщин и мужчин. Впрочем, за соблюдением этих законов особо не следили, эти районы не охранялись полицией; массовое купание было популярным занятием. Курорты же, источником доходов которых были отдыхающие, всячески пытались найти компромисс между евангелистами и своими клиентами, привыкшими купаться как им вздумается. В 1895 году Cosmopolitan сообщал: «На большинстве английских курортов купание голышом разрешено до восьми часов утра, в то время как Брайтон, Уортинг, Гастингс, Бексхилл, Богнор и Фолкстон по-прежнему допускают купание обнажённым в любое время суток, но в районах, удалённых от центральных зон купания».
В 1860-х годах в моду вошли трусы бо́ксеры (кальсоны). Несмотря на то, что это был весьма откровенный пляжный наряд для того времени, многие отказались его носить, продолжая купаться нагишом. Преподобный Фрэнсис Килверт, английский священник и при этом известный любитель купания нагишом, описал мужские купальные костюмы, вошедшие в обиход в 1870-х годах, как «пару очень коротких штанишек в красно-белую полоску». Далее в своём дневнике он описал переход в Англии 1870-х годов от купания обнажённым к принятию купальных костюмов, он рассказал о «восхитительном чувстве свободы, когда раздеваешься на открытом воздухе и бежишь голышом к морю».
В 1895 году газеты The Daily Telegraph, Evening Standard, The Graphic и Daily Mail провели кампанию за повторное введение смешанного купания на всех курортах, указывая на то, что его запрет раскалывает семьи и побуждает их проводить отпуск за границей. В итоге коммерческая выгода победила моральное давление. К тому времени морские купания почти перестали носить оздоровительный характер («по рецепту врача»), а в подавляющем большинстве случаев совершались ради удовольствия. Вскоре купальные костюмы для мужчин стали хорошо рекламироваться, продаваться, и купание голышом прекратилось.
Однако мальчики-подростки зачастую продолжали купаться обнажёнными на общественных пляжах. Это вызывало озабоченность родителей с дочерьми, об этом писали даже газеты:
«Сбитый с толку американец» пишет в лондонскую газету Standard, что он не может взять свою маленькую девочку поиграть на песке на британском морском курорте без того, чтобы её не окружали толпы голых мальчиков. Друг-англичанин сказал ему, что они позволяют своим дочерям играть с голыми мальчиками десяти лет, но подводят черту в пятнадцать.

Оригинальный текст (англ.)A 'Bewildered American' writes to the London Standard that he can't take his little girl to play in the sand at a British seaside resort without her being surrounded by crowds of naked boys. An English friend told him that they let their daughters play with naked boys of ten years of age, but draw the line at fifteen.
Syracuse Sunday Herald, 23 августа 1891, стр. 4
Известно, что политические деятели США Бенджамин Франклин и Джон Адамс регулярно купались обнажёнными. Теодор Рузвельт так описал купание обнажёнными в Потомаке со своим «теннисным кабинетом» в своей «Автобиографии»: «Если мы переплывали Потомак, то обычно раздевались».
Канада
В Лондоне (Онтарио) была признана проблема публичного обнажения мужчин во время купания в открытой воде. Попытки регулировать купание обнажённым с помощью законов, запрещающих это делать в светлое время суток, не предотвратили увеличения числа этих инцидентов в 1860-х — 1880-х годах со стороны рабочих низших социальных классов и мальчиков.
В XIX веке мальчикам и мужчинам из рабочего класса в Торонто разрешалось купаться обнажёнными в реках Хамбер и Дон в уединённых местах для купания, в то время как в других местах это официально запрещалось. Купание нагишом многими рассматривалось как невинное занятие для молодых мужчин, до тех пор, пока оно не затрагивало чувства женщин. Наконец, строительство пляжей в районе Саннисайд на берегах озера Онтарио положило конец купанию в обнажённом виде в общественных местах.
Греция
В Афинах всегда практиковалось морское купание. С 1870-х годов СМИ начали обращать внимание, что значительную долю таких купающихся составляли обнажённые мужчины из рабочего класса. С началом XX века там начали обустраивать «курорты для среднего класса», на которых нагота была запрещена. С 1910-х годов в стране в моду вошло «смешанное купание»; в то же время женская купальная одежда стала очень откровенной по сравнению с предыдущими годами: теперь она полностью обнажала руки и ноги.

### XX век
С начала XX века в западных странах начало развиваться натуристское движение, стремящееся вернуться к несексуальной наготе во время купания и других сопутствующих мероприятий.
Англия
В английских школах для мальчиков (например, в Манчестерской средней школе) плавание обнажённым в бассейнах было не просто разрешённым, но даже обязательным, по крайней мере с 1930-х до 1970-х годов. Официальная причина этого указа неизвестна, но некоторые говорят о проблеме, возникающей от того, что волокна шерстяных плавок засоряли фильтры бассейнов. Однако традиция плавать обнажёнными в этих школах осталась даже после того как для производства плавок стали использоваться современные материалы.
СССР
Купание в водоёмах, совместные общественные бани, а также некоторые, связанные с народными верованиями, обряды представляли собой основные случаи допустимой публичной наготы и не нарушали «чина». Говоря о том, почему в 1920-х — 1930-х годах огромное количество советских людей загорало и купалось обнажёнными, можно упомянуть бурно развивающееся в Германии движение Freikörperkultur («культура свободного тела»). Возможно, определённая прослойка прогрессивных людей того времени, оглядываясь на Европу, брала пример с немцев.
США
В США купание нагишом молодыми людьми, в основном мальчиками, издавна было распространено в сельских районах по всей стране. В некоторых городах (Логан (штат Юта), Гумбольдт (штат Айова), Диксон (штат Иллинойс), Дунканвилл (штат Техас)) в 1890-х годах это явление приобрело столь массовый характер, что под давлением общественности были приняты местные постановления, запрещающие это, но их исполнение было трудно обеспечить, или в обнажённом купании участвовали маленькие дети, которых не наказывали.
Писатель Эрнест Томпсон Сетон описывает купание нагишом как одно из первых занятий своих «индейцев Вудкрафта» — предшественников скаутского движения, в 1902 году.
Научно-образовательные журналы 1930-х годов описывали «карнавальные дни», которые проводились повсеместно в стране в детских летних лагерях, в частности там говорилось: «И мальчикам, и девочкам доставляет удовольствие купаться обнажёнными, поэтому иногда для ночного купания можно отказаться от [купальных] костюмов».
В настоящее время (2012 год) законы о купании нагишом заметно отличаются от штата к штату.

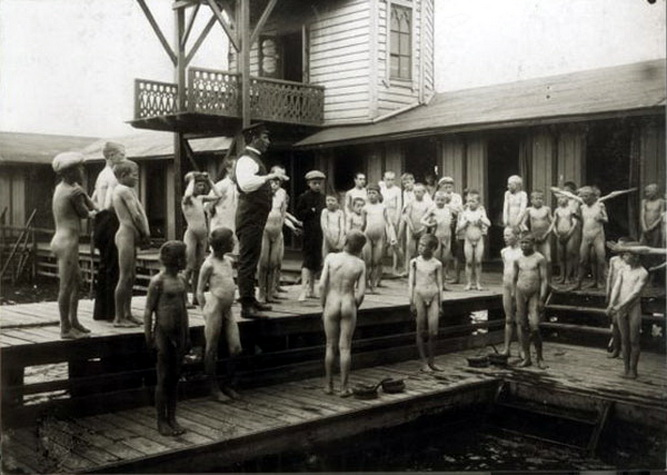
Секция по плаванию для мальчиков, Англия, 1914 год.
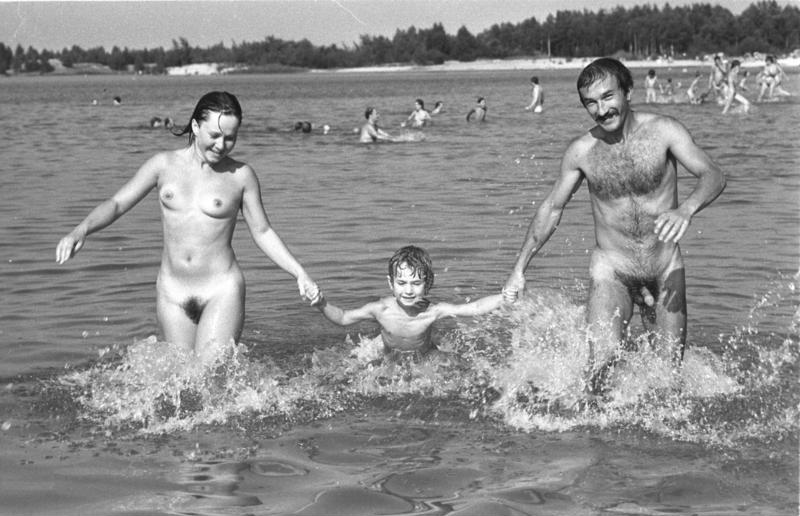
Озеро Зенфтенбергер-Зе (Германия), 1983 год.

### Современность
В Китае нет закона, запрещающего купание нагишом в общественных местах. Тем не менее, там это не практикуется, хотя иногда, жарким летом такие случаи фиксируются. Вообще же, в Китае большинство посетителей пляжей носит закрытые купальники, а некоторые даже одежду с рукавами. В таком виде, не раздеваясь, они идут купаться даже в самую сильную жару.
Такой же закон отсутствует в таких крупных развитых странах как Канада и Великобритания. Однако во многих странах по всему миру строго соблюдаются различные законы, запрещающие обнажение на публике, включая купание без одежды. Однако известны случаи, когда сотрудники полиции закрывают глаза на случаи купания нагишом в зависимости от обстоятельств, когда они отказываются производить аресты на месте.
Во многих развитых странах в XXI века купание обнажёнными в основном происходит на нудистских пляжах, в других заведениях для натуристов, в частных бассейнах, в уединённых или специально выделенных местах для купания.
Социологический опрос американской Roper Opinion Research Company 2006 года показал, что 25 % взрослых американцев хотя бы раз купались нагишом (будучи взрослыми), а 74 % считают, что купание нагишом следует допускать только в специально отведённых местах.
В Германии купание обнажённым более распространено, чем в других странах западного мира. Исследование 2014 года показало, что 28 % немцев (самый высокий показатель среди опрошенных национальностей) хотя бы раз отдыхали на нудистском пляже; последнюю строку в этом списке занимают японцы — 2 %.
Мировой рекорд по массовому купанию нагишом — 2505 человек — был установлен 9 июня 2018 года на пляже Мигермор в графстве Уиклоу (Ирландия). Рекорд был установлен на ежегодном соревновании для женщин, известном как «Раздевайся и ныряй» (Strip and Dip). Организатор этого конкурса — женщина, пережившая рак, Дейдра Физерстоун. Все вырученные деньги с этого мероприятия были переданы национальной благотворительной организации по борьбе с раком у детей.

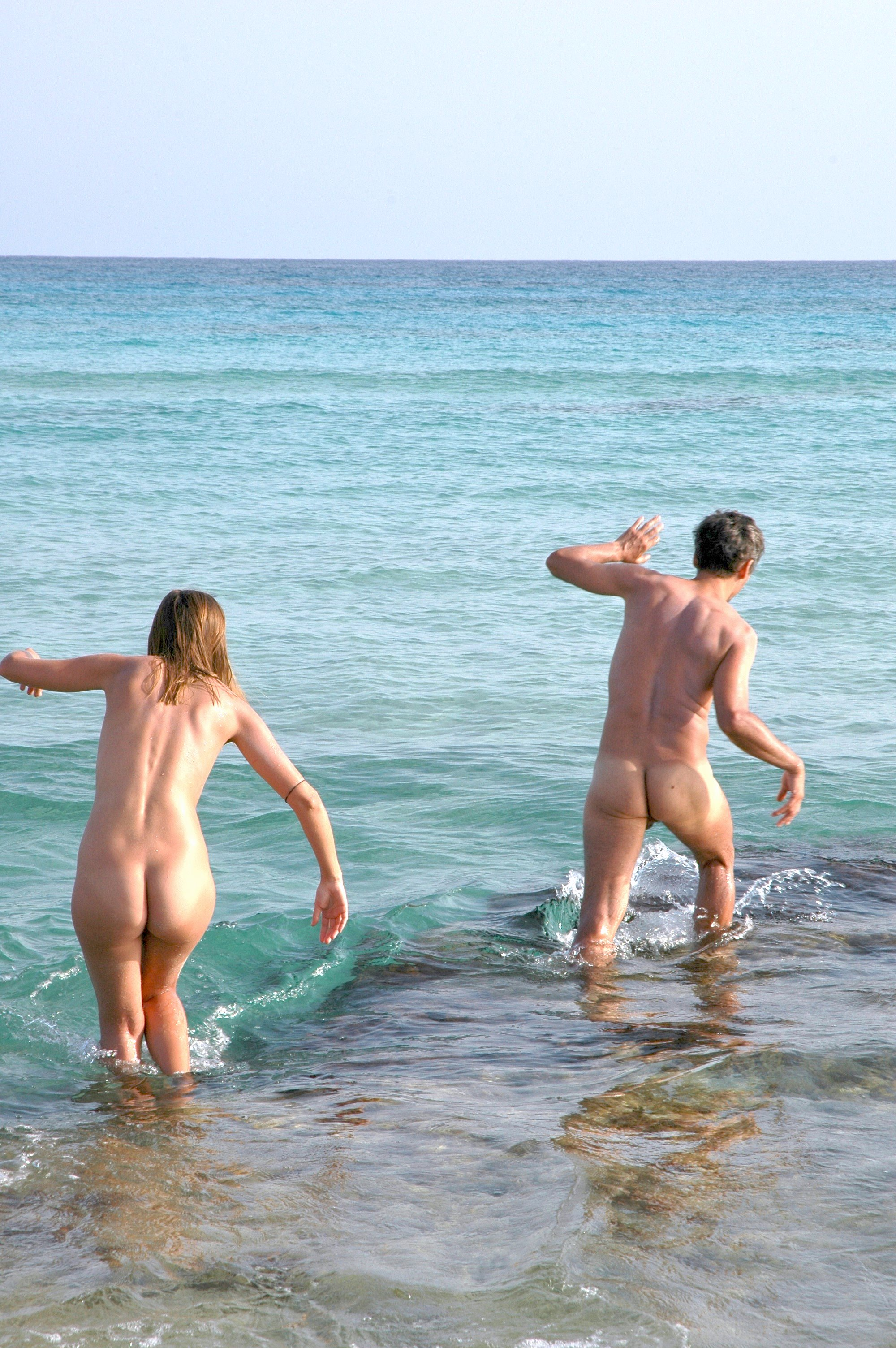
Нудисты на острове Форментера (Испания), 2007 год.
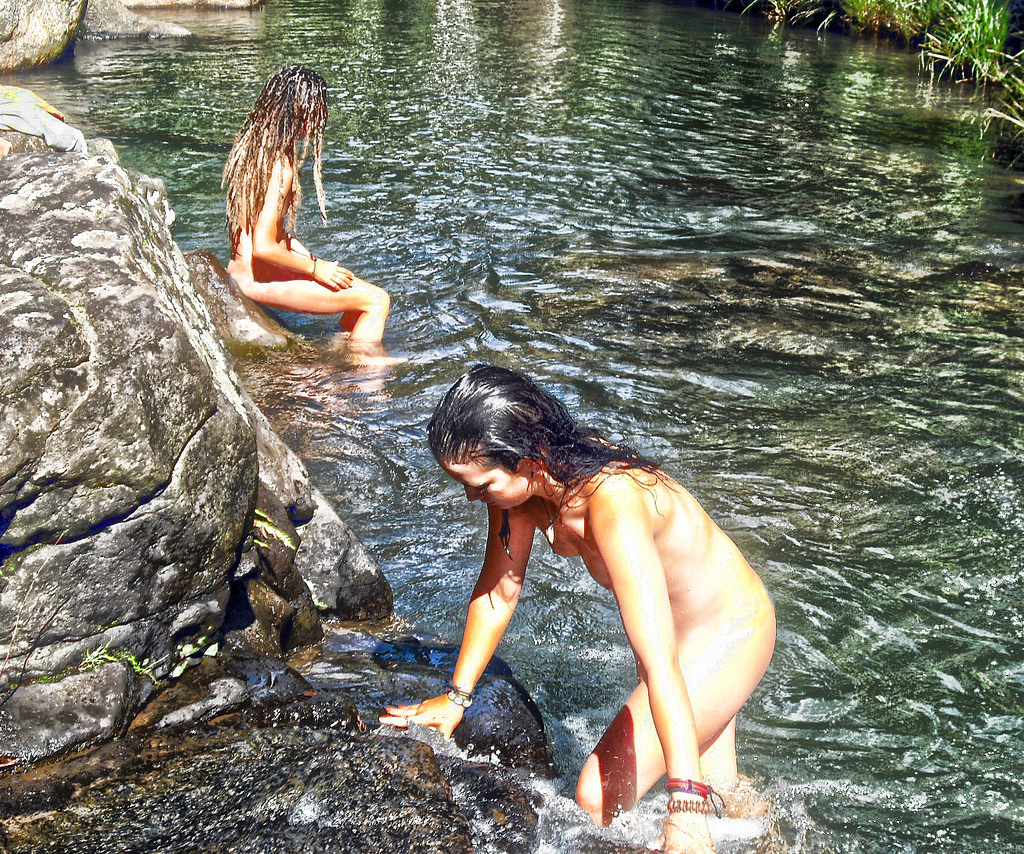
Хиппи-нудистки в Австралии, 2008 год.
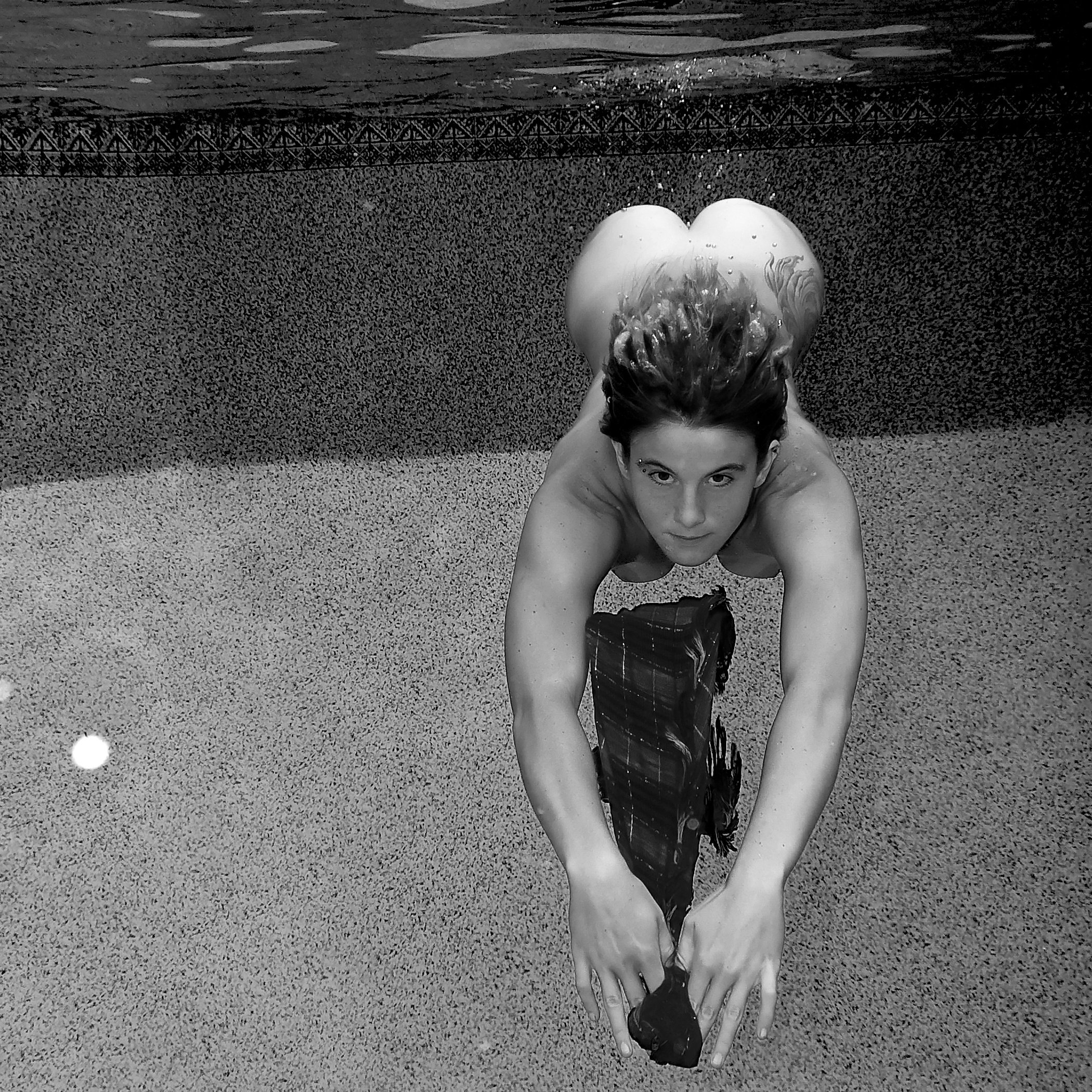
Позирующая фотомодель, 2009 год.
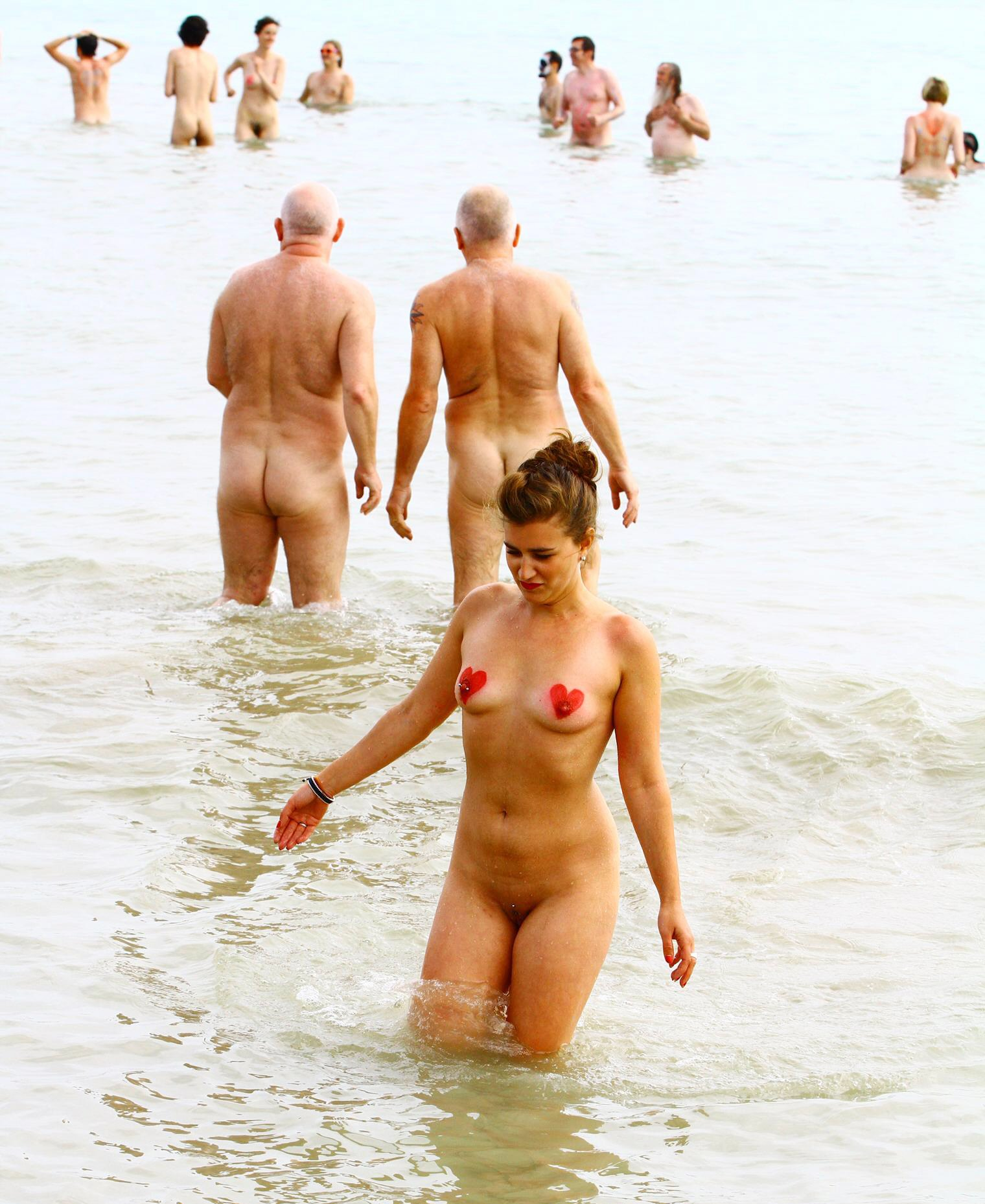
Брайтон (Англия), 2015 год.

## В крытых бассейнах
Первоначально лица мужского пола плавали в крытых бассейнах обнажёнными (женщины и девочки посещали бассейны отдельно), как они привыкли делать это столетиям в реках и озёрах. Это было связано, в том числе, с тем, что система обеззараживания воды в то время была не развита. Известно, что во многих бассейнах с 1933 года, в дополнение к рекомендации обнажаться, все купальщики были обязаны опорожнить мочевой пузырь и принять душ перед входом. Лицам, страдающим заболеваниями кожи или дыхательных путей, было запрещено посещать бассейн. В 1940 году эксперты в области здравоохранения продолжали одобрять ношение купальных костюмов (плавок) мальчиками только в бассейнах, с совместным посещением полов. Девочкам выдавали хлопчатобумажные костюмы, которые можно было кипятить для дезинфекции после похода в бассейн; шерстяные плавки, которые в то время носили мальчики, стирать было нельзя, так как они заметно садились.
В 1926 году руководство по стандартам Американской ассоциации общественного здравоохранения (ААОЗ) рекомендовало, чтобы в крытых бассейнах, используемых мужчинами, применялись правила купания обнажёнными, а в бассейнах, используемых женщинами, требовались купальники «самого простого типа». Приносить свои купальные костюмы не рекомендовалось.
В 1947 году девочки-ученицы из школы города Хайленд-Парк (штат Мичиган) потребовали уравнять их права с мальчиками-учениками, которые занимались в бассейне обнажёнными. Проблема решалась полтора месяца, в итоге голышом плавать в бассейне разрешили только ученицам начальной школы; эта история попала в газеты.
Новые технологии в области хлорирования бассейнов, их фильтрации и производства нейлоновых купальных костюмов привели к тому, что ААОЗ в 1962 году отказалось от своей рекомендации плавать обнажёнными для мальчиков. Однако этот обычай прекратился не сразу. В 1970-х годах повсеместно стало внедряться совместное плавание в бассейнах обоих полов, что привело к постепенному отказу от плавания мальчиков обнажёнными в школах. Федеральный Закон, Раздел IX, предписывающий равенство в физическом воспитании, привёл к тому, что к 1980 году большинство школ перешли на совместные занятия в тренажерных залах и бассейнах, положив конец плаванию в обнажённом виде в государственных школах. В XXI веке об этой практике забыли, начали даже отрицать её существование или рассматривали как пример сомнительного поведения в прошлом, которое ныне больше неприемлемо. В то же время, некоторые исследователи высказывают мысль, что «…это очень фундаментальный опыт, наблюдение и быть наблюдаемым, рассматривается в контексте всех мужских сред, где нагота была и может быть подразумеваема при встрече. Мужская раздевалка [при бассейне] является местом проведения этих наблюдений, пространствами, которые исторически были ареной открытого мужского общения, а теперь всё больше становятся пространствами скромности и дистанцирования между мужчинами».

## В живописи
Изображение обнажённых купающихся людей (как правило, девушек или детей) было довольно распространённой темой «Старых мастеров», писались эти картины обычно в направлении романтизма, в пасторальной, мифологической или исторической обстановке.
Среди более современных таких художников можно отметить Георга Паули, который вообще любил писать обнажённые натуры, а в частности не один десяток его работ изображает обнажённых мужчин, в том числе несколько из них — купающихся. Также нередко обнажённых купальщиц писал известный художник Андерс Цорн. Генри Тук широко прославился своими изображениями обнажённых мальчиков и подростков.
Несколько десятков картин, изображающих обнажённых купающихся принадлежат кисти известного Поля Сезанна. Как говорят его биографы, «монументальные купальщики-мужчины основаны скорее на воспоминаниях из счастливого детства, чем на непосредственном наблюдении». Его друг, писатель Эмиль Золя, так рассказывал о том периоде жизни: «мы были одержимы радостью погружаться (обнажёнными) в глубокие водоёмы, где текла вода, или проводить дни совершенно обнажёнными на солнце, вытираясь на раскаленном песке, снова ныряя, чтобы жить в реке…»

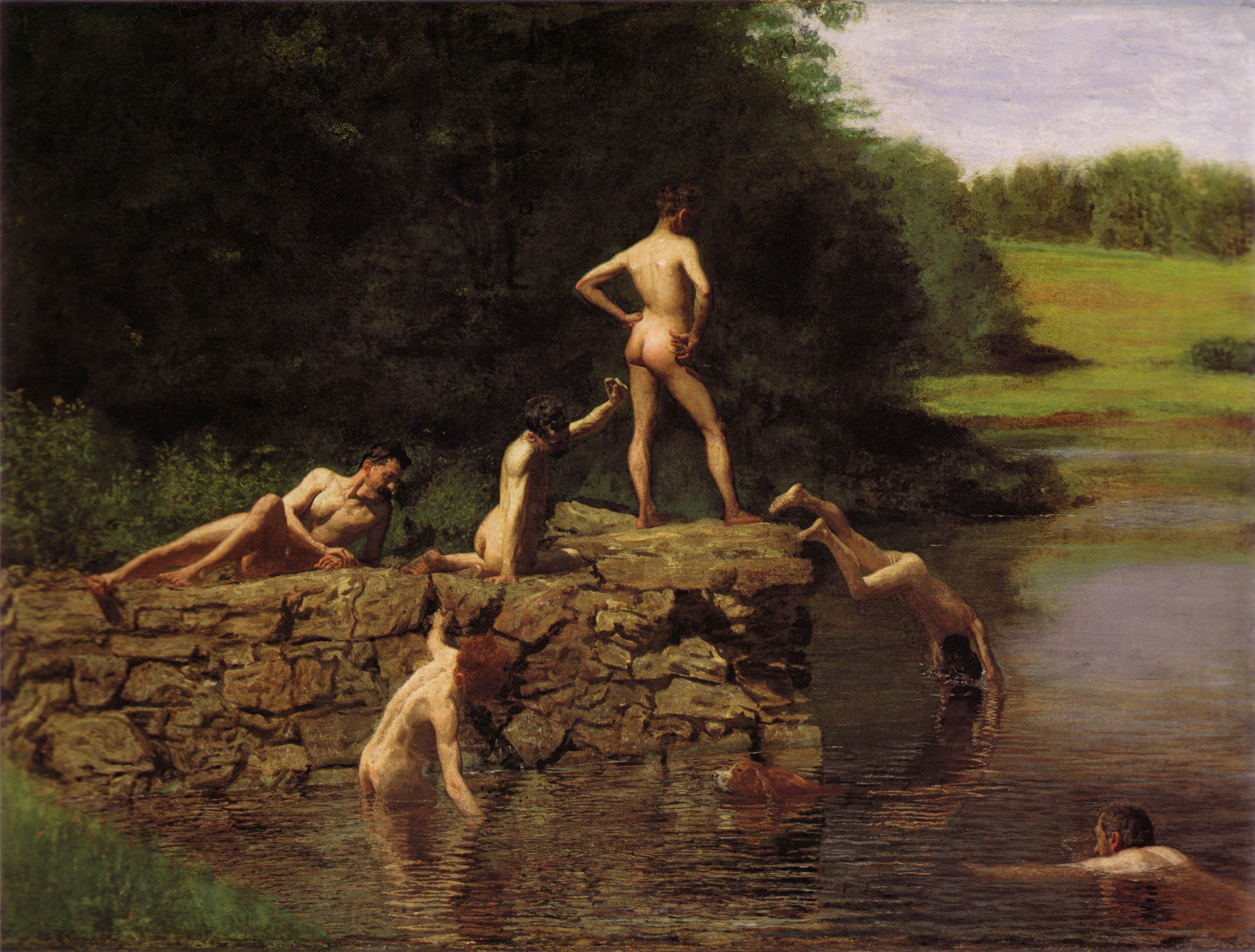
«Место для купанья» (1885) Томаса Икинса
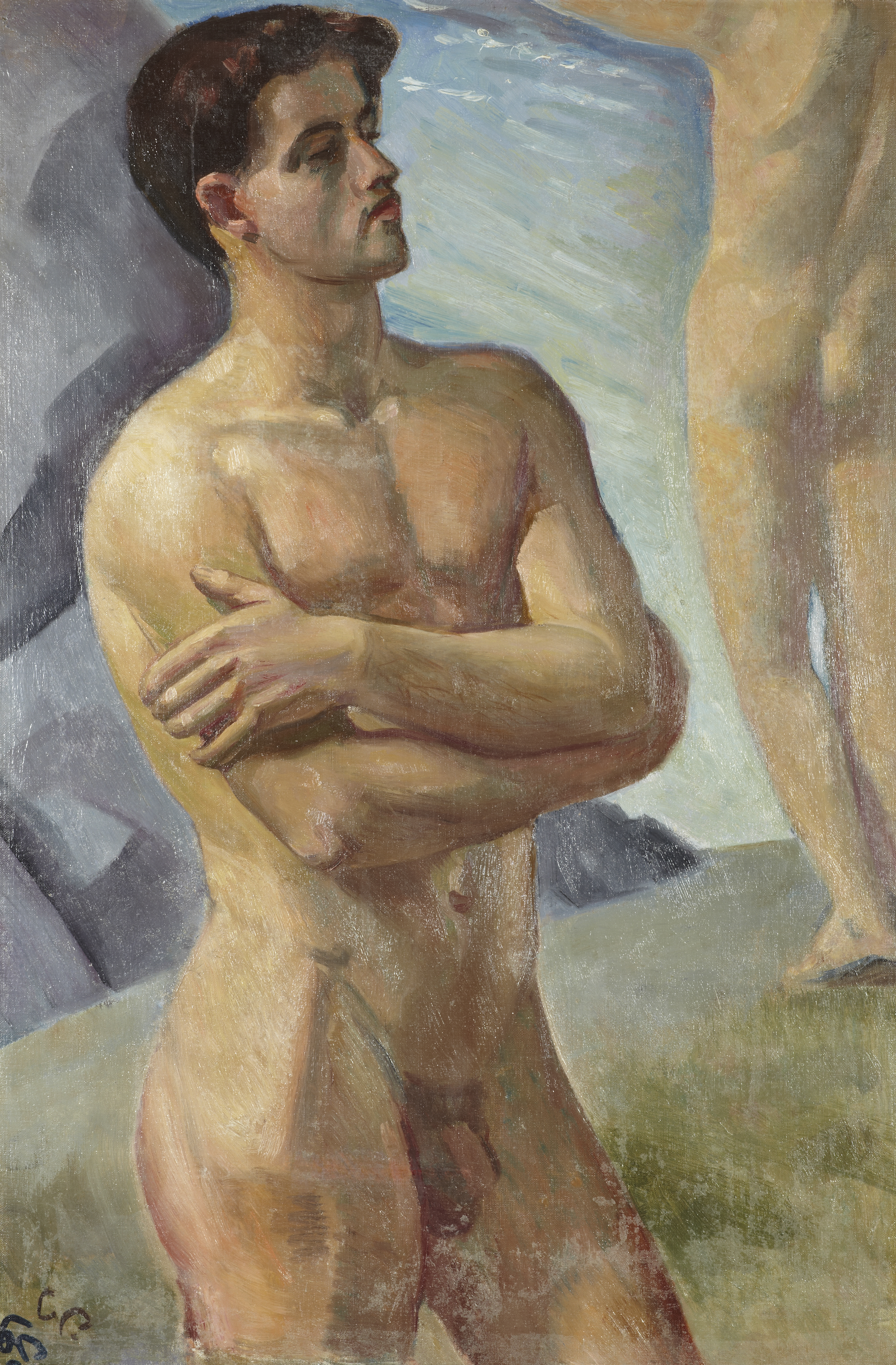
«Купающиеся мужчины» (1890-е) Георга Паули
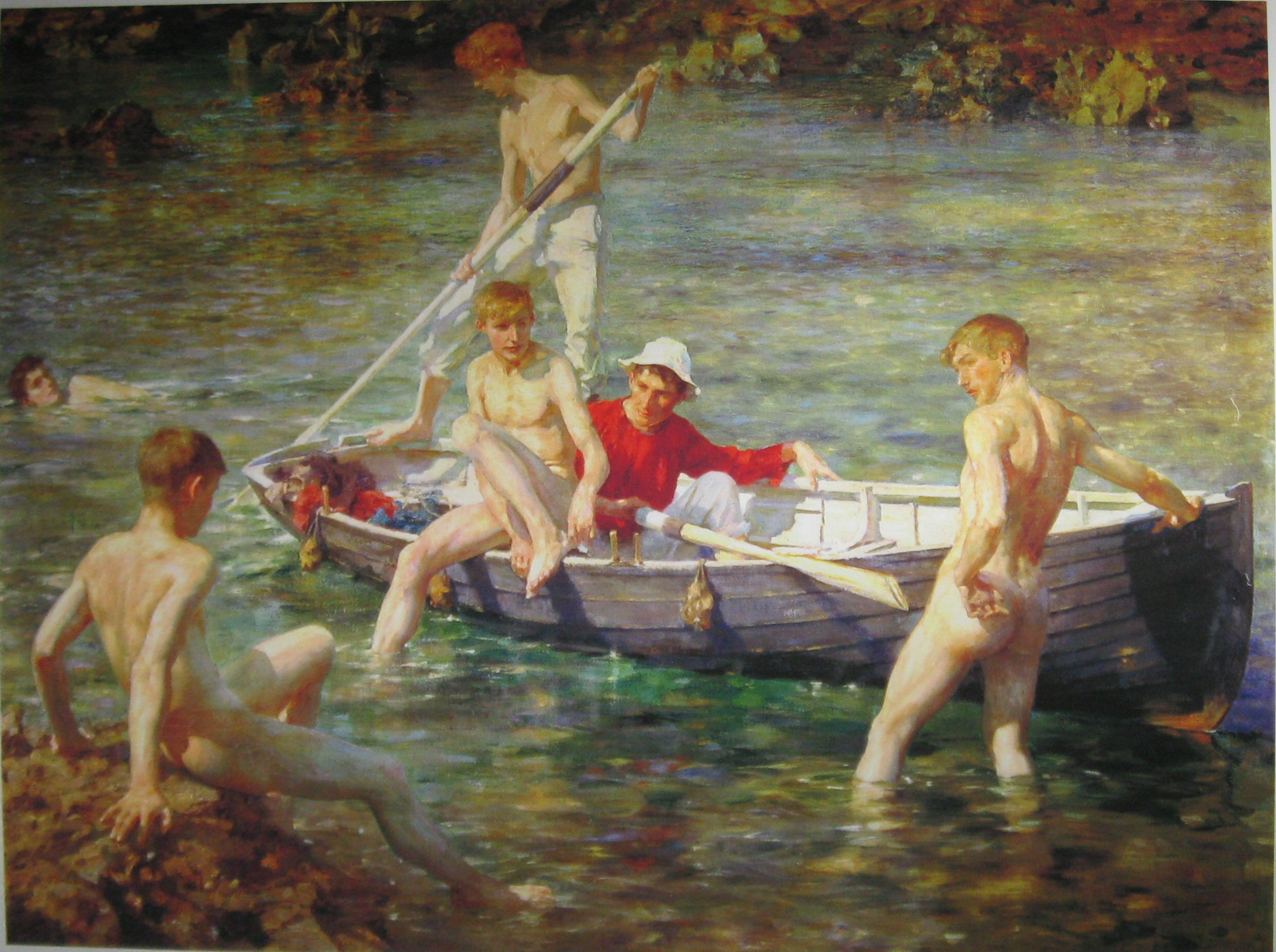
«Рубин, золото и малахит» (1902) Генри Тука
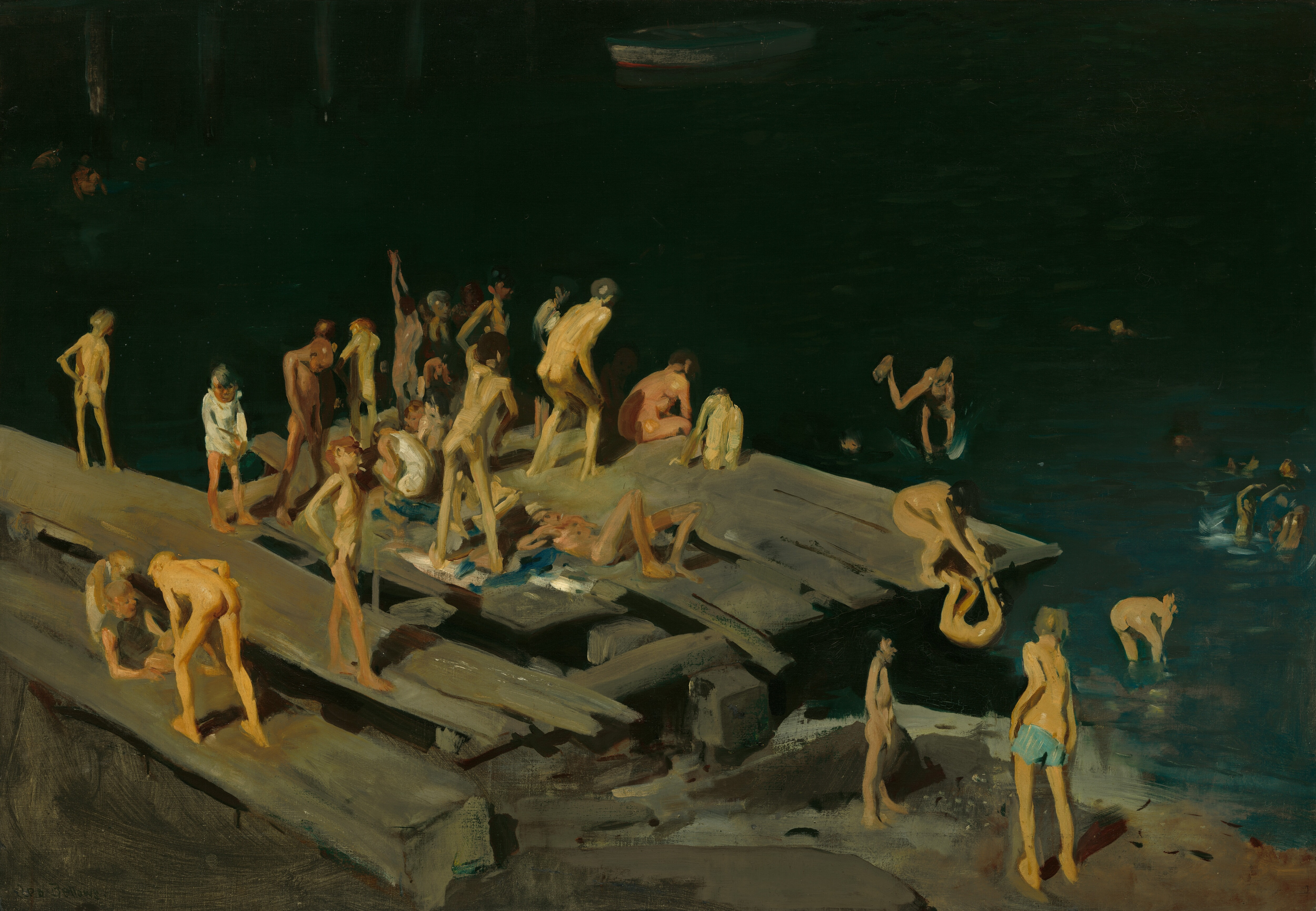
«Сорок два ребёнка» (1907) Джорджа Беллоуза
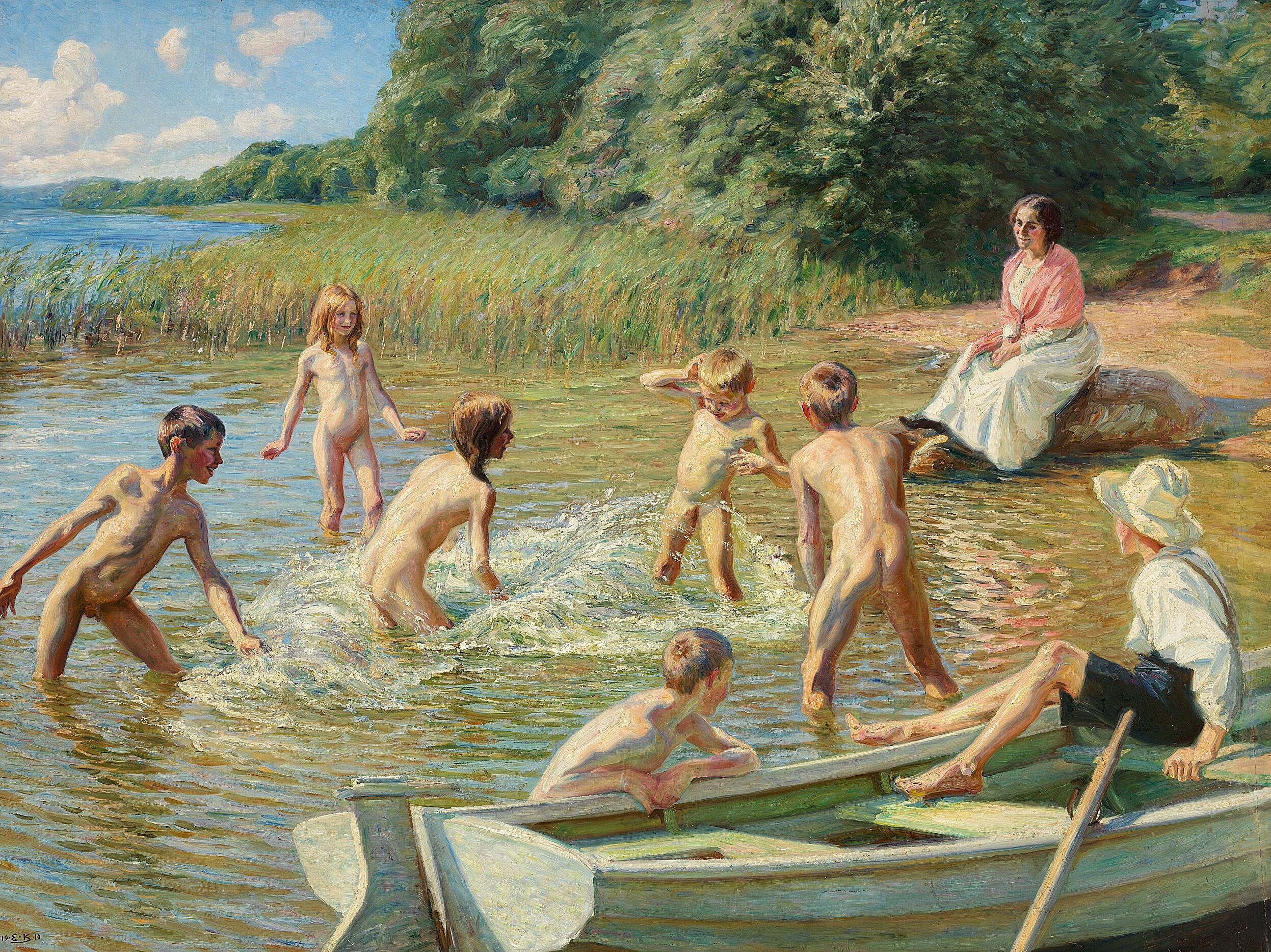
«Дети, купающиеся возле лодки» (1910) Эмиля Краузе[дат.]
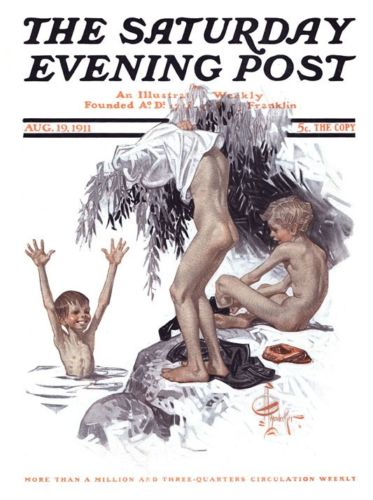
Обложка журнала The Saturday Evening Post за август 1911 года, художник — Джозеф Лейендекер[43].
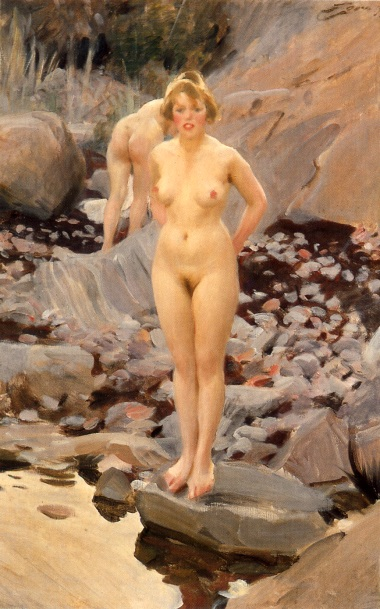
«Хельга» (1917) Андерса Цорна
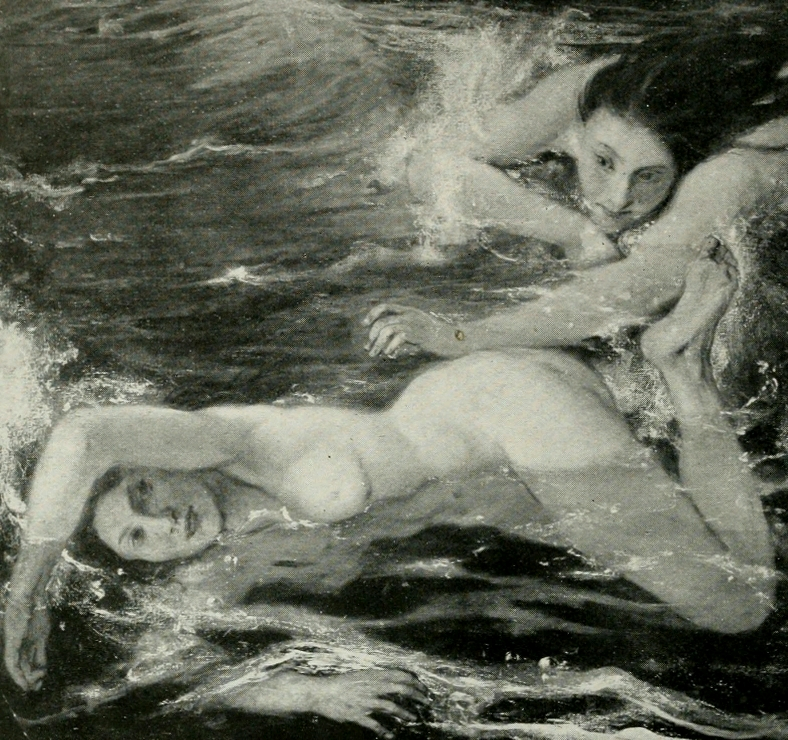
«Погоня — обнажённые купальщицы» (1922) Чарльза Шэннона

## В кино
Несколько фильмов получили известность (полностью либо частично) из-за показанных в них сцен обнажённого купания.
- 1927 — «Хула» (США). В фильме обнажённой купается кинозвезда Клара Боу.
- 1933 — «Экстаз» (Чехословакия). Мировую известность лента получила из-за откровенно эротической сцены с обнажённым женским телом: в ней героиня (Хеди Ламарр) на протяжении десяти минут голой купается в лесном озере[44]. Фильм осудил, в том числе, папа римский Пий XII. Картина была запрещена к показу в ряде стран и выпущена в прокат лишь через несколько лет с цензурными купюрами. В частности, в Германии Гитлер разрешил выпустить её на экраны в сокращённой цензурой версии под названием «Симфония любви» только в январе 1935 года.
- 1934 — «Тарзан и его подруга» (США). В фильме главная героиня (Морин О’Салливан, но на самом деле именно в этой сцене её заменяла неизвестная дублёр-двойник) купалась обнажённой. Религиозные группы лоббировали удаление этой сцены. Сейчас существуют три версии этой ленты[45].
- 1938[46] — «Невеста-дитя» (США). Фильм был очень спорным для того времени, в частности из-за сцены, в которой 12-летняя Ширли Миллс купается обнажённой. Фильм обошёл запрет об экранной наготе по кодексу Хейса, будучи подготовленным и распространённым независимо от студийной системы как образовательный. Хотя фильм был запрещён во многих странах и регионах, противоречивый характер фильма и чёрный пиар на многие годы приравняли его к эксплуатационным фильмам[47].
- 1960 — «Поллианна[англ.]» (США). Вступительная сцена этого диснеевского фильма показывает крупным планом обнажённого 7-летнего мальчика на верёвочных качелях, падающего в пруд. Этот фрагмент, по замыслу режиссёра, должен был показать зрителю, что «Харрингтон — нормальный маленький американский городок», в котором «жители наслаждаются обычными развлечениями». Примечательно, что The Walt Disney Company всегда имела репутацию «морального консерватора», поэтому обнажённые дети в их фильме — огромная редкость.
- 1964 — «Девочка и эхо» (СССР). Главная героиня Вика (Лина Бракните) дважды показана купающейся нагишом.
- 1968 — «Робби» (США). Два главных героя фильма, 9-летний и 10-летний мальчики, совместно гуляют и купаются нагишом в нескольких продолжительных сценах, которые показывают полную фронтальную наготу обоих. До съёмок никто из актёров и съёмочной группы не был нудистом. Однако, поскольку большинство их сцен были сняты в обнажённом виде, оба мальчика — главных актёра вскоре привыкли не носить одежду, если это не требовалось для конкретной сцены, и часто бродили среди съёмочной группы совершенно голыми, даже когда не снимались. Бо́льшая часть съёмочной группы также присоединялась к купанию нагишом с мальчиками во время обеденных перерывов[48]. После выхода фильму не удалось добиться широкого проката, поскольку потенциальные дистрибьюторы с опаской отнеслись к обширным сценам обнажённой натуры[49].
- 1969 — «Совершеннолетие[англ.]» (Великобритания — Австралия). Продолжительная сцена показывает Хелен Миррен, играющую в этой ленте девочку-подростка (на самом деле во время съёмок актрисе было 23—24 года), плавающую обнажённой под водой на австралийском рифе[50].
- 1969 — «Моя сторона горы[англ.]» (Канада). Фильм содержит сцену, в которой исполнитель главной мужской роли, 12-летний Тедди Экклз[англ.], купается обнажённым в лесном озере[51].
- 1971 — «Обход» (Великобритания — Австралия). В конце фильма персонажи в исполнении Дженни Эгаттер, Дэвида Галпилила и Люка Роуга (белые брат с сестрой и их приятель — австралийский абориген) купаются обнажёнными[52].
- 1980 — «Голубая лагуна» (США). На необитаемом острове, после кораблекрушения, оказываются двоюродные брат с сестрой (которым 9 и 7 лет, соответственно) и старый пьяница-кок. В нескольких сценах дети показаны обнажёнными во время игр на пляже и купании. После использования флешфорварда мы переносимся в будущее (роли бывших детей исполнили 18-летний Кристофер Аткинс и 14-летняя Брук Шилдс). Они снова купаются обнажёнными; в этой сцене роль Шилдс исполнила «дублёр-двойник», а Аткинс весь эпизод отыграл сам, включая «полную фронтальную наготу».
- 1984 — «Грейстоук: Легенда о Тарзане, повелителе обезьян» (Великобритания — США). Присутствуют сцены, в которых 5-летний Тарзан (роль исполнил Дэнни Поттс) купается нагишом. Позднее 12-летний Тарзан (роль исполнил Эрик Ланглуа) также показан полностью обнажённым.
- 2015 — «Этот неловкий момент» (Франция) — во время семейной поездки, после вечеринки в клубе Луна (Лола Ле Ланн) и Лоран (Венсан Кассель) идут к морю, и девушка, обнажившись, соблазняет отца подруги на купание, после чего целует его.

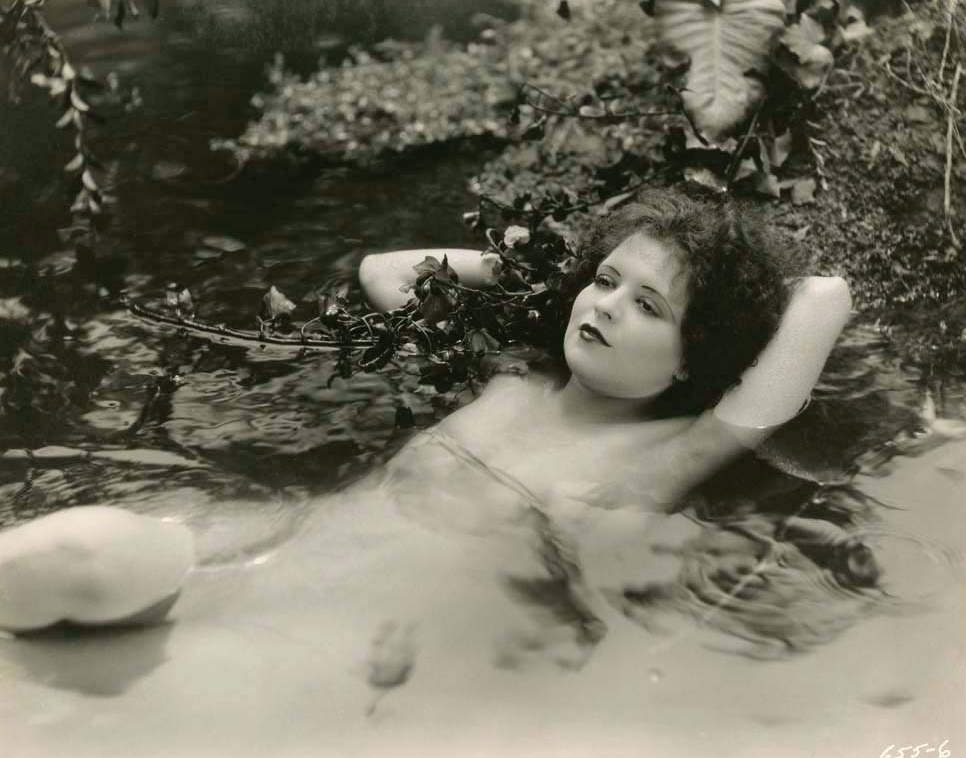
Клара Боу в фильме «Хула» (США, 1927).
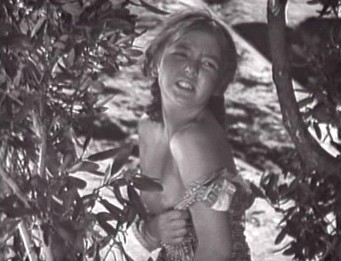
Ширли Миллс в фильме «Невеста-дитя» (США, 1938).
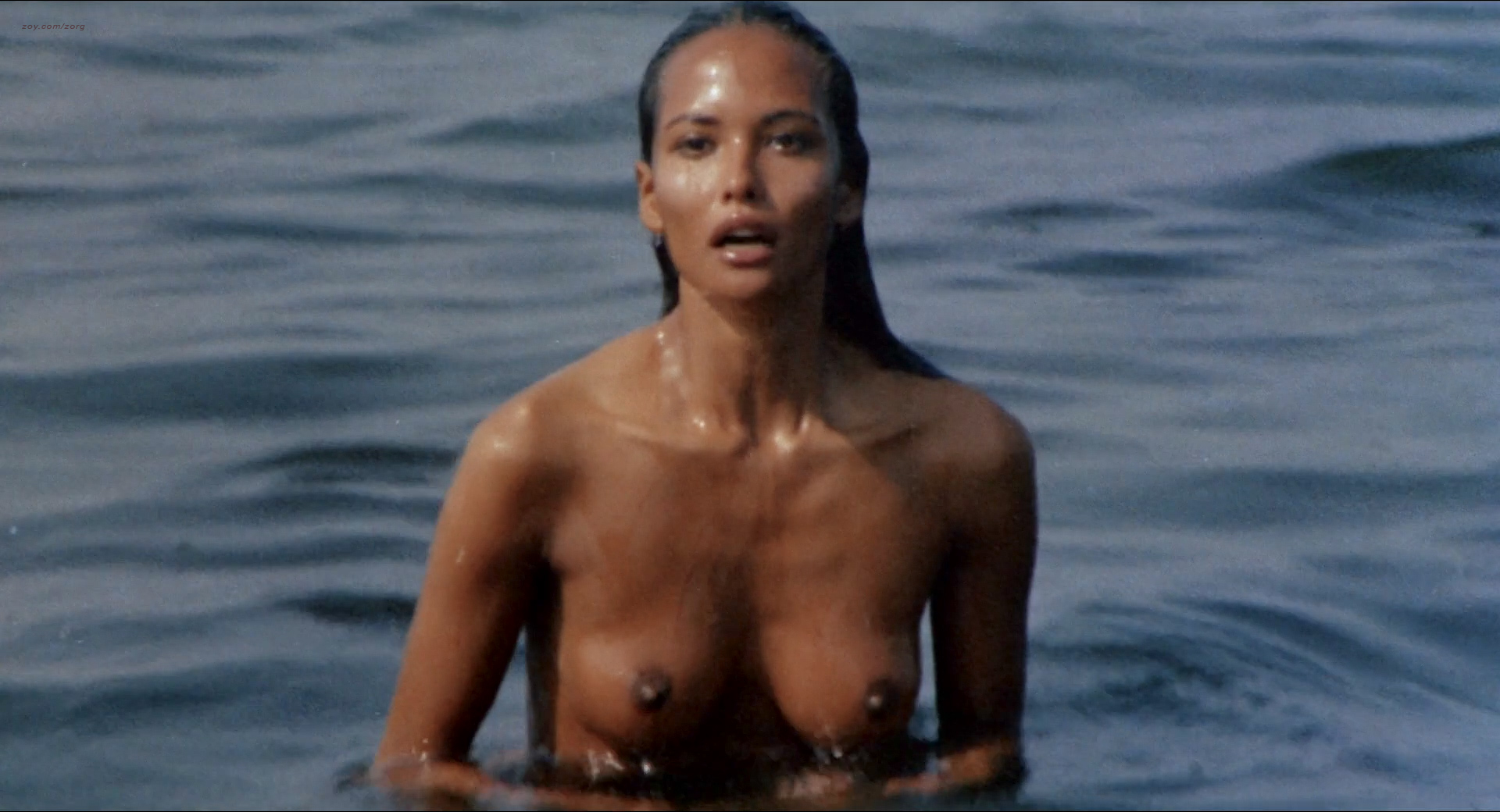
Кадр из фильма Emanuelle y los últimos caníbales (Италия, 1977 год).